# Землетрясение в Индийском океане (2004)
Подводное землетрясение (моретрясение) в Индийском океане, произошедшее в воскресенье 26 декабря 2004 года в 00:58:53 UTC (07:58:53 по местному времени), вызвало цунами, ставшее самым смертоносным в современной истории. Магнитуда землетрясения составила, по разным оценкам, от 9,1 до 9,3. Это землетрясение входит в тройку самых сильных землетрясений за всю историю наблюдения.
Эпицентр землетрясения находился в Индийском океане, к северу от острова Симёлуэ, расположенного возле северо-западного берега острова Суматры (Индонезия). Цунами достигло берегов Индонезии, Шри-Ланки, юга Индии, Таиланда и других стран. Высота волн превышала 15 метров. Цунами привело к масштабным разрушениям и огромному количеству погибших людей. Последствия ощущались даже в Порт-Элизабет, ЮАР, в 6900 км от эпицентра. Погибло, по разным оценкам, от 225 тысяч до 300 тысяч человек. Точное число погибших неизвестно, так как множество людей было унесено водой в океан.
Существуют различные оценки магнитуды этого землетрясения. USGS оценивает её как 9,1 Mw. Отдельные исследователи считают, что с учётом долгопериодических колебаний оценка может быть повышена до 9,3 Mw.
С 1900 по 2004 год зарегистрированными землетрясениями с сопоставимой силой были Великое Чилийское землетрясение 1960 года (магнитуда 9,5), Великое Аляскинское землетрясение 1964 года в заливе Айси-бэй (9,2), землетрясение в 1952 году возле южного берега Камчатки (9,0). Каждое из этих землетрясений также повлекло за собой цунами (в Тихом океане), но погибших было значительно меньше (самое большее — несколько тысяч человек).
Гипоцентр основного землетрясения находился в точке с координатами 3,316° с. ш., 95,854° в. д. (3° 19′ с. ш., 95° 51,24′ в. д.), на расстоянии около 160 км к западу от Суматры, на глубине 30 км от уровня моря (вначале сообщалось о 10 км от уровня моря). Это западный конец Тихоокеанского кольца огня, пояса землетрясений, в котором происходит до 81 % всех крупнейших землетрясений в мире.
Землетрясение было необыкновенно большим в географическом смысле. Произошёл сдвиг около 1200 км (по некоторым оценкам — 1600 км) породы на расстояние в 15 м вдоль зоны субдукции, в результате чего Индийская плита сдвинулась под Бирманскую плиту. Сдвиг не был единовременным, а был разделён на две фазы в течение нескольких минут. Сейсмографические данные говорят о том, что первая фаза сформировала разлом размерами примерно 400 км на 100 км, расположенный на глубине 30 км под морским дном. Разлом формировался со скоростью около 2 км/с, начиная от берега Асэ в сторону северо-запада в течение около 100 секунд. Затем возникла пауза примерно в 100 секунд, после чего разлом продолжил формироваться на север в сторону Андаманских и Никобарских островов.
Индийская плита — часть большой Индо-Австралийской плиты, которая выстилает Индийский океан и Бенгальский залив, двигаясь на северо-восток со средней скоростью 6 см в год. Индийская плита соприкасается с Бирманской плитой, которая считается частью большой Евразийской плиты, образуя Зондский жёлоб. В этом месте Индийская плита пододвигается под Бирманскую плиту, на которой находятся Никобарские острова, Андаманские острова и северная часть острова Суматры. Индийская плита постепенно сползает всё глубже и глубже под Бирманскую плиту, пока возрастающая температура и повышающееся давление не превращают пододвинутый край Индийской плиты в магму, которая в итоге выбрасывается наверх через вулканы (так называемая Вулканическая дуга). Этот процесс прерывается из-за сцепления плит на несколько столетий, пока нагнетающееся давление не станет в результате причиной крупного землетрясения и цунами.
При резком продвижении тектонических плит морское дно также поднимается на несколько метров, тем самым рождая разрушительные волны цунами. У цунами нет точечного центра как такового. Цунами распространяются радиально от всего разлома длиной примерно в 1200 км.

## Последующие толчки и другие землетрясения
Землетрясение случилось через три дня после землетрясения силой в 8,1 в необитаемом районе, расположенном к западу от новозеландских островов Окленд и к северу от австралийского острова Маккуори. Такое совпадение по времени двух крупных землетрясений весьма необычно, но положения эпицентров этих землетрясений весьма далеки и ассоциированы с разными стыками геологических плит. USGS не усматривает причинно-следственной связи между ними и считает совпадение случайным.
Вызванные землетрясением колебания фиксировались в течение недели, предоставляя важные научные данные о строении Земли. В первые несколько суток после землетрясения произошло множество афтершоков. На 05:00 UTC 29 декабря было зарегистрировано 68 афтершоков, из них 13 магнитудой не менее 6. Самый сильный афтершок магнитудой 7,1 произошёл примерно через три часа после основного землетрясения (возле Никобарских островов).
Крупное землетрясение магнитудой 8,6 произошло у побережья северной Суматры 28 марта 2005 года. Его эпицентр располагался в 160 км к юго-востоку от эпицентра декабрьского землетрясения, предполагаемая причина — перераспределение напряжений в зоне разлома в результате декабрьского землетрясения. Землетрясение 28 марта вызвало около 1000 человеческих жертв и локальное цунами, но значительно более слабое, чем разрушительное цунами от декабрьского землетрясения.

## Мощность землетрясения
Полная энергия, высвобожденная землетрясением на земной поверхности, оценивается примерно в 2 эксаджоуля (2,0⋅1018 джоулей). Этой энергии достаточно для того, чтобы вскипятить по 150 литров воды каждому жителю Земли, или столько же энергии использует человечество за 2 года. Предполагается, что поверхность Земли совершила колебание в пределах 20—30 см, что эквивалентно приливным силам, действующим со стороны Солнца и Луны. Ударная волна землетрясения прошла через всю планету, в США, в штате Оклахома были зафиксированы вертикальные колебания в 3 мм.
Сдвиг масс и огромное количество высвободившейся энергии привели к тому, что изменилась скорость вращения Земли. Точная цифра пока не определена, но теоретические модели позволяют сделать предположение, что землетрясение уменьшило продолжительность суток примерно на 2,68 микросекунды (2,68 мкс), то есть, примерно на одну миллиардную вследствие уменьшения сплющенности Земли. Землетрясение также повлекло за собой так называемое минутное «виляние» Земли вокруг собственной оси на 2,5 см в направлении 145° восточной долготы или, возможно, даже на 5 или 6 см. Однако, под влиянием приливных сил Луны, продолжительность суток увеличивается в среднем на 15 мкс каждый год, так что любое увеличение скорости вращения быстро исчезнет. Кроме того, естественное покачивание Земли у своей оси может составлять до 15 м.
Некоторые небольшие острова к юго-западу от Суматры были сдвинуты на юго-запад на расстояние до 20 метров. Северный конец Суматры, который находится на Бирманской плите (южные районы Зондской плиты), может быть тоже сдвинут на 36 метров к юго-западу. Сдвиг был как вертикальным, так и боковым; некоторые прибрежные районы находятся теперь ниже уровня моря. Измерения, сделанные с помощью GPS и спутниковых фотографий, дают представление о том, насколько изменилась геофизическая ситуация.

## Характеристики цунами
Резкие вертикальные толчки морского дна на несколько метров при землетрясении вызвали перемещение огромных масс воды, что выразилось в цунами, достигшем побережий Индийского океана. Цунами, вызывающее повреждения очень далеко от места своего возникновения, обычно называют «телецунами», и они чаще возникают от вертикального смещения морского дна, нежели от горизонтального смещения (Earthquakes and tsunamis, Lorca et al.).
Это цунами, как и остальные, ведёт себя в глубоководных частях океана совсем по-другому, чем в мелководье. В глубоководной части волны цунами выглядят как небольшой бугорок, просто заметный, но с виду неопасный, при этом они перемещаются с очень большой скоростью (500—1000 км/ч); в мелководье же возле побережий цунами замедляется до десятков километров в час, но при этом формируя громадные разрушительные волны.
Радиолокационные спутники зафиксировали высоту волн цунами в глубоководной части океана; через два часа после землетрясения максимальная высота волн достигала 60 см. Это первые измерения такой сложности за всю историю.
По словам Теда Мёрти, вице-президента Общества цунами, общая энергия волн цунами была сравнима с пятью мегатоннами в тротиловом эквиваленте (20 петаджоулей). Это более чем в два раза больше, чем энергия всех боевых снарядов, взорванных во время Второй мировой войны (включая две атомных бомбы, сброшенных на Хиросиму и Нагасаки), но на порядки меньше, чем энергия, высвобожденная самим землетрясением. Во многих местах волны прошли до 2 км суши, а в некоторых (в частности, в прибрежном городе Банда-Ачех) — 4 км.
Так как разлом в 1200 километров был расположен примерно в направлении север-юг, то наибольшей силы волны цунами достигали в направлении восток-запад. Бангладеш, расположенный на северном окончании Бенгальского залива, получил самые незначительные повреждения, несмотря на то, что расположен достаточно низко над уровнем моря.
Побережья, которые имеют естественную земную преграду перед волнами цунами, в большинстве своём остались незадетыми; однако, волны цунами иногда могут дифрагировать вокруг таких земных преград. Так, индийский штат Керала пострадал от цунами, хотя и расположен на западном побережье Индии; западное побережье Шри-Ланки также сильно пострадало от цунами. Кроме того, большое удаление от места возникновения волн также не гарантирует безопасность; Сомали пострадала намного больше, чем Бангладеш, хотя и находится намного дальше.
В зависимости от расстояния, время, которое понадобилось цунами, чтобы достичь побережий, было от 50 минут до 7 часов (в случае Сомали). Северные районы индонезийского острова Суматры встретились с цунами очень быстро, а Шри-Ланка и восточное побережье Индии — лишь через время от 90 минут до 2 часов позже. Таиланд также волна настигла на два часа позже, хотя он и находился ближе к эпицентру — по причине того, что цунами двигалось медленнее в мелководном Андаманском море.
В г. Стрёйсбай (ЮАР), что примерно в 8500 км от места землетрясения, через 16 часов после случившегося были зафиксированы приливные волны высотой 1,5 м. Относительно долгое время дохождения волн до этой самой южной точки Африки можно объяснить характером континентального шельфа у южного побережья Африки и тем обстоятельством, что цунами нужно было проследовать всё южное побережье с востока на запад.
Некоторое количество энергии цунами ушло в Тихий океан, в результате чего образовались небольшие, но заметные (для измерения) цунами вдоль западных побережий Северной и Южной Америки (в среднем, высотой 20-40 см). В Манзанилло (Мексика) была отмечена высота волны в 2,6 м. Некоторые эксперты отмечают, что это относительно большое цунами на таком большом расстоянии было вызвано сочетанием влияния Тихого океана и местной географии.

## Знаки и предупреждения
Несмотря на задержку вплоть до нескольких часов между землетрясением и ударом цунами, практически для всех жертв этот самый удар стал полной неожиданностью; не существовало самой системы обнаружения цунами в Индийском океане и, что самое важное, системы общего оповещения населения прибрежных районов. Именно после этого землетрясения ООН приняла решение о создании Системы предупреждения о цунами в Индийском океане, которая начала свою работу в 2006 году. К 2013 году эта структура наиболее развита в Индонезии.
Само по себе обнаружение цунами не так легко, так как в тот момент, когда волна находится далеко от берега, она не имеет большой высоты, такой, которую может обнаружить сеть сенсоров и датчиков. Но и построение достаточной инфраструктуры связи для своевременного предупреждения цунами является проблемой.

## Нанесённый ущерб и жертвы
Сообщаемое количество жертв от землетрясения, цунами и последующего наводнения сильно колеблется из-за беспорядка и противоречивых известий с мест. Подтвержденное количество погибших — 184 тысячи, больше всего — в Индонезии (131 тысяча), Шри-Ланке (35 тысяч), Индии (12 тысяч), Таиланде (5 тысяч).
Общее количество погибших оценивается в 228—230 тыс. человек, более чем миллион человек остались без крыши над головой. Первоначально сообщалось о потерях, измеряемых в сотнях человеческих жизней, но за следующую неделю количество известных жертв сильно возросло.
На юго-западном побережье Шри-Ланки волны высотой 7—9 метров уничтожили находящийся близ побережья переполненный пассажирский поезд «Samudra Devi», в результате чего погибли около 1700 человек — крупнейшая железнодорожная катастрофа в мировой истории.
В дополнение к огромному количеству местных жителей, свыше 9 тысяч иностранных туристов (главным образом европейцев), проводивших отпуска в регионах, подвергшихся цунами, погибли или пропали без вести, особенно это коснулось туристов из стран Скандинавии. Возможно, самый тяжёлый удар из европейских стран был нанесён по Швеции — сообщалось о 44 погибших и около 1500 пропавших без вести.
Среди тех, кому удалось выжить, были будущий президент Финляндии Саули Нийнистё и будущий победитель Евровидения-2015 швед Монс Сельмерлёв. В тот день они оба отдыхали со своими семьями в Кхаулаке (Таиланд). Актёр Джет Ли, которого цунами застало на Мальдивах, спасая свою дочь, повредил ногу.
Критическое положение было объявлено в Шри-Ланке, Индонезии и на Мальдивах. ООН объявила, что текущая спасательная операция будет самой дорогостоящей из всех проводившихся когда-либо. Генеральный секретарь ООН Кофи Аннан заявил, что реконструкция займёт пять-десять лет. Правительства и неправительственные организации опасались, что в финале список погибших может удвоиться в результате болезней.
По числу жертв землетрясение было одним из десяти самых разрушительных в истории. Это также одно из самых страшных цунами в истории, предыдущий «рекорд» принадлежал цунами 1703 года в Ава (Япония), когда погибло около 100 000 человек.

## Пострадавшие в результате бедствия страны
Землетрясение и вызванное им цунами нанесли урон многим странам Юго-Восточной Азии — Индонезии (особенно провинции Ачех и городу Банда-Ачех), Шри-Ланке, Таиланду, Мальдивам, Мьянме, Малайзии, а также ряду африканских государств — Сомали, Мадагаскару, Кении, ЮАР. Множество граждан из других стран, в особенности Австралии и стран Европы, проводили отпуск в регионе бедствия.

## В культуре
- «Цунами[англ.]» (англ. Tsunami: The Aftermath) — британо-американский двухсерийный художественный телефильм 2006 года, снятый по мотивам историй выживших.
- «Потустороннее» (англ. Hereafter) — американский художественный фильм 2010 года режиссёра Клинта Иствуда. По сюжету жизнь главного героя меняется после того, как он пережил цунами во время отпуска.
- «Невозможное» (англ. The Impossible, исп. Lo imposible) — англоязычный испанский художественный фильм-катастрофа 2012 года по мотивам реальных событий, произошедших в результате удара цунами по Таиланду 26 декабря 2004 года.
- Цунами 2004 года и его последствия отражены в книге Фредрика Бакмана «Бабушка велела кланяться и передать, что просит прощения» (швед. Min mormor hälsar och säger förlåt, издана в 2013 году, переведена на русский язык в 2018 году).
- Мемуары Сонали Дераньягала[англ.], которая потеряла родителей, мужа и двоих сыновей, а сама чудом выжила, «Волна. О немыслимой потере и исцеляющей силе памяти». Изданы в 2013 году, переведены на русский язык в 2020 году.
- «Цунами: Гонка со временем» — документальный сериал состоящий из 4 серий, вышедший 26 ноября 2024 года.